# Бульварный переулок
Бульва́рный переу́лок — переулок в Кировском районе Астрахани, расположен у южного окончания исторического района Коса в центральной части города. Проходит параллельно улице Лейтенанта Шмидта и проспекту Губернатора Анатолия Гужвина с северо-запада на юго-восток. Начинается от Кремлёвской улицы у Петровской пешеходной набережной Волги, пересекает улицу Анатолия Сергеева и заканчивается на углу с улицей Максима Горького. Несмотря на небольшую длину считается улицей магистрального движения общегородского значения.
Переулок образует северную границу охраняемого садово-паркового (ландшафтного) памятника — Сада пассажирской и товарной пристани «Кавказ и Меркурий», основанного во второй половине XIX века. На протяжении большей части переулка застроена только северная (нечётная) сторона, на ней преобладают малоэтажные здания дореволюционного периода постройки.

## История
До революции переулок назывался Глухим, существовал также вариант названия Глухая улица. 14 октября 1924 года получил название Бульварный постановлением Междуведомственной комиссии.

## Застройка
- дом 7 — двухэтажный купеческий дом из красного кирпича с деревянной мансардой (конец XIX — начало XX вв.)

## Транспорт
По Бульварному переулку движения общественного транспорта нет. В 150 метрах к северо-западу от его начала расположена пристань «Отель „Азимут“», от которой отправляются речные трамвайчики местного сообщения. Ближайшая остановка маршрутных такси «Площадь Ленина — Кремль» находится на углу одноимённой площади и Адмиралтейской улицы в 300 метрах от восточного окончания переулка.

## Упоминания в литературе
На Бульварном переулке жили Нина Панфилова и Витя Калантаров — главные герои рассказа Юрия Селенского «Глиняная Нелли», вышедшего в сборнике «Моряна — ветер шалый» в 1980 году. 